# 斯特凡諾·森西
斯特凡諾·森西（義大利語：Stefano Sensi，發音：[ˈsteːfano ˈsɛnsi]；1995年8月5日—）是一名意大利足球運動員，擔任中場，現効力意甲球會蒙扎。意大利國家足球隊成員。
他於2013年在切塞納開始職業生涯，隨後被租借至聖馬力諾兩個賽季，然後返回俱樂部。他於2016年1月加入薩索洛，但在整個賽季的其餘時間都與前俱樂部切塞納租借，然後於夏季正式加入薩索洛。他於2019年夏天被租借給國際米蘭，並於次年正式加入。

## 榮譽

### 球會
国际米兰
- 欧联杯亞軍：2019-20賽季

## 外部連結
- Soccerway資料庫：斯特凡諾·森西
- 斯特凡諾·森西在BDFutbol中的档案